# شاي الخشخاش

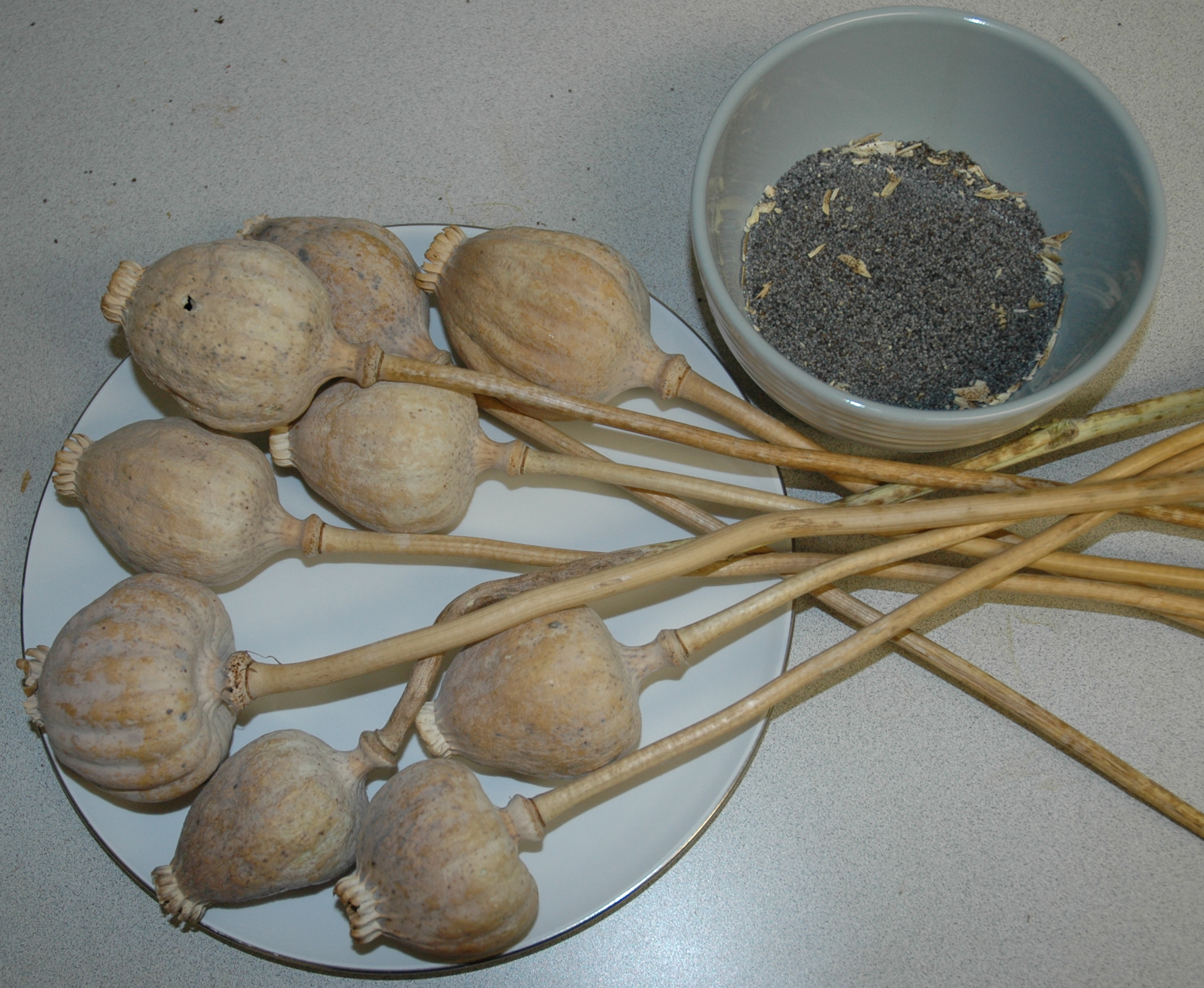
حبات من سيقان وبذور الخشخاش المجففة موضوعة على طبق وتظهر البذور موضوعةً في الوعاء.

شاي الخشخاش هو نوع من الشاي العشبي يُخمر من قش الخشخاش أو بذور أنواع عديدة من الخشخاش. يعد الخشخاش المنوم أكثر الأنواع استخدامًا لهذا الغرض، وتُنتج الأفيون كدفاع طبيعي ضد الحيوانات المفترسة. يُطلق الأفيون في أزهار النبات الحية حينما يتعرض سطح بصلة النبات (المسمى بجراب البذور) للخدش. لغرض الشاي، تستخدم القرون المجففة بشكل أكثر شيوعًا من قرون الزهرة الحية. تحتوي حوائط القرون المجففة على قلوانيات أفيونية، تتكون في المقام الأول من المورفين.
يُستهلك الشاي للحصول على تأثيره المخدر الناركوتي، كما ويستخدم بكمياتٍ صغيرة من أجل آثاره المسكنة للألم والمهدئة والمضادة للإسهال. ومن المعروف استخدامه كوسيلة للتخفيف من أعراض الانسحاب ولكن لا يُنصح باستهلاكه بهذه الطريقة في المجتمع الحديث (بسبب ما توصلنا إليه من معرفة حول المواد الأفيونية، بالإضافة إلى الحواس التي تسببها). وقد نشأ استخدام هذه المستحضرات في أجزاء من وسط وشرق أوروبا والشرق الأدنى والشرق الأوسط ووسط وجنوب آسيا منذ آلاف السنين.
يمكن استخدام كميات صغيرة للألم والإسهال في الحيوانات وسعال الكلاب. معظم الطيور صغيرة بما يكفي لإطعامها بذور الخشخاش للمشاكل التي تواجهها تلك الطيور في الجهاز الهضمي.
يصور هذا الشاي في الأدب الآسيوي والأدب الغربي، ويصور أنه متاح في أوكار الأفيون.

## القانونية حسب البلد

### هولندا
تعتبر جميع أجزاء «الخشخاش المنوم» بُعيد الحصاد (باستثناء البذور) محظورة في هولندا بحكم القانون، حيث أنها مدرجة على قائمة المخدرات تحت قانون الأفيون. ولكن لا تتم مقاضاة المتاجرة فيه وحيازته بنشاط بسبب استخدامه لأغراض التزيين. بيد أن التجارة به أو حيازته بقصد تعاطي المخدرات يترتب عليها مواجهة المقاضاة. من الممكن الحصول على جراب البذور المجفف من الخشخاش المنوم بسهولة لأنه متاح للاستخدام الزخرفي. ما زالت العديد من أصناف الخشخاش المنوم بسلالاته متوفرة، ويمكن للمحتوى القلوي أن يختلف في أصنافه اختلافًا كبيرًا.

### الولايات المتحدة
إن شراء بذور الخشخاش في الولايات المتحدة قانوني، ولكن تعتبر جميع أجزاء النبات الأخرى موادًا خاضعة لجدول رقابة معين بموجب قانون المواد الخاضعة للرقابة الفيدرالية لسنة 1970. ويحظر قانون استبعاد خشخاش الأفيون لسنة 1942 زراعة الخشخاش في حالاتٍ كثيرة، ولكنها غالبًا لا تُمثل مشكلةً بالنسبة لأخصائيي الحدائق، حيث يزرع النبات على نطاق واسع من أجل الحصول على زهور وبذور إعادة الزراعة والطهي، وتدر كثير من نباتات الخشخاش في الولايات المتحدة أرباحًا مالية كبيرة، حيث خصصت الحكومة للمزارعين مبالغ مالية لزراعة المزيد من الخشخاش الذي استخدم طبيًا خلال الحروب وجرى استخدامه في الحرب العالمية الأولى.

### كندا
إن استيراد وبيع بذور خشخاش الأفيون قانوني في كندا، ولكن حيازة أجزاء أخرى من النبات قد تعرض الفرد للمقاضاة. وقد لاحظت السلطات الكندية وجود «دود» أو «دودا» في مجتمع بلدان جنوب آسيا، و«دودا» هو عبارة عن شكل تقليدي لشاي الخشخاش. أدت عمليات التدمير على هذا الإعداد التقليدي في أواخر الألفية الجديدة إلى عدد من الاعتقالات في كندا.

## التركيب الكيميائي
يحتوي شاي الخشخاش على مجموعتين من القلويدات: فينانثرين (بما في ذلك المورفين والكودين) والبنزيلوكوينولين (بما في ذلك بابافيرين). ومن بين هذه الأنواع، يعتبر المورفين الأكثر انتشارًا حيث يشتمل على 8٪ -14٪ من الإجمالي. تنبع آثاره من حقيقة أنه يرتبط وينشط حواس الأفيون في الدماغ والنخاع الشوكي والمعدة والأمعاء.
تفعل كبسولات الخشخاش المنوم والسيقان المجففة هذا أيضاً ولكن إذا تم حصادهما وتجفيفهما بالبروتوكول المعتاد، على كميات أقل بكثير من الذيبايين من الأفيون المصنوع من اللثى بالإضافة إلى الكودين إلى حد ما. عند تناولها، يسبب الذيبايين الغثيان والقيء والرمع العضلي. الذيبايين هي مادة مهمة لتصنيع الأدوية، وهي أكثر تركيزاً في جذور «الخشخاش المنوم» من أي مكان آخر. الأنواع الأخرى من الخشخاش التي تعد بالمئات لا تحتوي على المورفين أو الكودين بكميات مفيدة، ولكنها قد تحتوي على قلويدات غير مخدرة مثل بروتوبين، سانجونري، بربارين.

## الآثار الجانبية والتفاوت
تشمل الآثار الجانبية التي تزيد مع جرعة واحدة وتشمل النعاس، وآلام معتدلة في المعدة، والخمول، واحتباس البول، وبطء في التنفس، والإمساك، والغثيان. يمكن أن يعزى الغثيان إلى وجود نوسكابين ويتواجد أكثر في المستخدمين لأول مرة أو غير المتمرسين. تمثل الآثار الجانبية خطرًا عند أخذ جرعات عالية، وقد تؤدي إلى الوفاة نتيجة توقف التنفس أو استنشاق القيء. غالباً ما يؤدي الاستخدام للإمساك، كما هو الحال مع أي مادة أفيونية.
كما يؤدي الاستخدام المتكرر إلى درجة عالية من التفاوت والاعتماد. يبنى الاعتماد الجسدي على المواد الكيميائية فيما يتعلق بتواتر الاستخدام والجرعة والعمر والجنس والوزن والحالة الطبية. وبمجرد تطور الاعتماد الكيميائي، سيتسبب التوقف المفاجئ عن الاستخدام في ظهور الأعراض الانسحابية؛ وتشمل هذه الأعراض تقلصات الساق والبطن وتوسعا في الحدقة والتقيؤ والإسهال والصداع والأرق والإدمان والخمول والشعور بالقلق. عادةً ما تتلاشى أعراض الانسحاب عادة بعد مرور من 4 حتى 10 أيام، ولكن قد يستمر الإدمان والاعتماد النفسي لمدةٍ أطول، وتصل في بعض الحالات إلى السنة. أما بالنسبة لأساليب العلاج من الإدمان فهي عموما ذاتها لأية مادة أفيونية.

## وفيات
- توفي شاب يبلغ من العمر 17 عاماً عام 2003، والذي كان وفقاً لما ذكره والديه يداوي نفسه بنفسه من الإدمان باستعمال شاي بذور الخشخاش المنزوع في المنزل. ويعود سبب الوفاة إلى الوذمة الرئوية الناجمة عن المورفين والتسمم بسبب الكوديين الحاد.[12]

- وتوفي رجل آخر من تاسمانيا يبلغ من العمر 50 عاما في ظروفٍ مماثلة في فبراير عام 2011.[13][وصلة مكسورة]

- توفيت فتاة كندية من مقاطعة نوفا سكوشا تبلغ من العمر 19 عاماً بتاريخ 19 مايو عام 2012، وذلك بعد شربها الشاي من جراب بذور الخشخاش الذي قامت بشرائه من على الإنترنت.[14]

- توفي شاب من جزيرة تاسمانيا في شهر نوفمبر من عام 2012، وذلك بعد قيامه بشرب شاي مخمر من رؤوس البذور.

- أفضى تحقيق عام 2013 إلى أن سبب وفاة رجل بريطاني يبلغ من العمر 27 عامًا كانت بسبب تعرضه لآثار شرب نصف لتر من شاي الخشخاش.[15] حيث كانت كثافته غير محددة.

## وصلات خارجية
- Poppy Seed Tea Can Kill